# Воссоединённый Четвёртый интернационал
Воссоединённый Четвёртый интернациона́л — международная леворадикальная политическая организация троцкистского направления, созданная в 1963 году путём объединения большинства двух фракций Четвёртого интернационала: Международного секретариата (МСЧИ) и Международного комитета (МКЧИ). В качестве самоназвания обычно используется Четвёртый интернационал. Среди других троцкистских международных организаций чаще всего называется Объединённым секретариатом Четвёртого интернационала (ОСЧИ или Юсе́к — акроним от английского названия: United Secretariat, USec). Объединённый секретариат был центральным органом Четвёртого интернационала с 1963 по 2003 года, когда произошла его замена на Исполнительное бюро и Международный комитет.
Крупнейшие секции интернационала находятся в Бразилии (входят в Партию трудящихся и Партию социализма и свободы), Дании (входит в Красно-зелёную коалицию), Испании (входила в «Подемос»), Италии, Пакистане, Португалии (входит в Левый блок), на Филиппинах, во Франции, Швеции и Шри-Ланке.

## Истоки
Международный секретариат был руководящим органом Четвёртого интернационала, основанного в 1938 году. В 1953 году несколько известных деятелей объединились против одного из основных лидеров Международного секретариата Мишеля Пабло. Пабло пытался адаптировать Интернационал к росту социал-демократических и коммунистических партий, начавшемуся после Второй мировой войны. Это стало причиной серьёзных расхождений между сторонниками МСЧИ и несколькими секциями по вопросу строительства революционных партий. Этот конфликт привел к расколу, итогом которого стало формирование в ноябре 1953 года Международного комитета Четвёртого интернационала, в который на тот момент входили большинство австрийской, британской, китайской, французской, новозеландской, швейцарской секций и Социалистическая рабочая партия США.
В течение следующих 10 лет большинство в обеих тенденциях пыталось найти точки сближения по основным международным вопросам: противодействие сталинизму после кризисов 1956 года в Польше и Венгрии, а также поддержка Алжирской войны за независимость и Кубинской революции 1959 года. В то же самое время секции МСЧИ начали отходить от установки Пабло на работу внутри коммунистических партий (своего рода энтризм). В 1960 году секции МСЧИ и МКЧИ объединились в Чили, Индии и Японии. В 1962 году наметилось политическое сближение между большинством двух тенденций. Была создана комиссия по подготовке мирового объединительного конгресса.
Несколько групп в обеих тенденциях выступили против объединения. В 1961 году на конгрессе МСЧИ сторонники Хуана Посадаса, лидера Латиноамериканского бюро Четвёртого интернационала, совместно со сторонниками Мишеля Пабло выделили первостепенное значение антиколониальной революции, в то время как большинство считало, что необходимо развивать работу в странах Европы. Однако Посадас и Пабло по-разному рассматривали начавшийся тогда китайско-советский конфликт: Посадас тяготел к Мао Цзэдуну, тогда как Пабло больше склонялся к поддержке Хрущёва и Тито.
В 1961 году в МКЧИ произошёл политический раскол. Международная коммунистическая партия (МКП) во Франции и Социалистическая трудовая лига (СТЛ) в Британии отказались признавать кастровскую Кубу рабочим государством. Это привело к их конфликту с американской Социалистической рабочей партией и другими организациями МКЧИ. В 1963 году раскол был оформлен организационно. Каждая из сторон провела отдельный конгресс, где заявила о своем большинстве в МКЧИ. Австрийская, китайская и новозеландская секции совместно с СРП голосовали за участие в объединительном конгрессе. В свою очередь, МКП Пьера Ламбера и СТЛ Джерри Хили организовали проведение т. н. «Международной конференции троцкистов» и продолжили работу в рамках МКЧИ, но уже под собственным руководством.

## Седьмой мировой конгресс: воссоединение
В июне 1963 года в Риме состоялся объединительный конгресс, седьмой по счету, на котором присутствовали делегаты от большинства всех троцкистских организаций. Из всех групп МСЧИ и МКЧИ только МКП (Франция), СТЛ (Британия) и сторонники Посадаса из Латиноамериканского бюро отказались принимать в нём участие. Посадас с единомышленниками создал собственный Четвёртый интернационал (посадистский). На конгрессе было избрано новое руководство Интернационала, в числе которого были Эрнест Мандель, Пьер Франк, Ливио Майтан и Джозеф Хансен. Хансен тогда переехал в Париж для работы в качестве соредактора журнала «World Outlook» (этот журнал также редактировал Пьер Франк).
На конгрессе была принята стратегическая резолюция, написанная Манделем и Хансеном, — «Динамика мировой революции сегодня», которая стал основным документом для ОСЧИ на следующее десятилетие. В резолюции утверждалось, что «три движущие силы мировой революции — колониальная революция, политическая революция в вырождающихся и деформированных рабочих государствах, а также пролетарская революция в империалистических государствах — образуют диалектическое единство. Каждая из этих сил влияет на другие и получает обратно мощный импульс для её будущего развития или тормоз». Резолюция приветствовала Кубинскую революцию; в отношении же того, что революционный процесс на острове развивался без руководящей революционной партии, утверждалось, что «слабость врага в странах с запоздалым развитием открывает возможность захвата власти ценой небольших усилий». Этой позиции Интернационал придерживался и в последующие годы. В частности, в 1964 году была принята резолюция Объединённого секретариата «О характере алжирского правительства», написанная Джозефом Хансеном.
На объединительном конгрессе была принята резолюция «Китайско-советский конфликт и ситуация в СССР и других рабочих государствах». Резолюция отмечала уменьшение влияния Кремля в коммунистических партиях и антиимпериалистических движениях, таких, как на Кубе и в Алжире. Процесс десталинизации, разворачивавшийся в странах «восточного блока» с 1956 года, определялся в резолюции как демократизация со стороны бюрократии с целью защиты своей власти. Китайско-советский раскол рассматривался как отражение «различных нужд бюрократических верхушек под двумя руководствами»: «…Поиск общего соглашения с империализмом у части советской бюрократии входит в противоречие поиску китайскими лидерами дополнительной поддержки для противодействия жёсткому империалистическому давлению». Сторонники Пабло пришли к другим выводам по поводу последствий десталинизации. Они представили контррезолюцию, поддержанную меньшинством, а также получили несколько мест в Международном исполкоме. Публично они порвали с Интернационалом год спустя.

## После 1963 года
В 1964 году единственная массовая организация Четвёртого интернационала, Партия общественного равенства (ЛССП, Ланка Сама Самаджа Парти) Цейлона, была исключена после того, как её представители вошли в состав буржуазного коалиционного правительства страны. Международный секретариат критиковал парламентскую тактику ЛССП ещё в 1960 году. В 1961 году представители ЛССП отсутствовали на шестом мировом конгрессе. На объединительном конгрессе 1963 года партию представлял Эдмунд Самараккоди.

### Восьмой мировой конгресс: антиимпериалистический фокус
На конгрессе, проходившем в горах Таунус в Германии в течение декабря 1965 года, присутствовало около 60 делегатов. Эдмунд Самараккоди присутствовал на нём уже в качестве делегата новой секции Интернационала в Цейлоне — ЛССП (революционная). Конгресс отметил рост международной радикализации студенчества и молодёжи. Основная резолюция конгресса, «Международная ситуация и задачи марксистов», фокусировала внимание секций на солидарности с антиимпериалистической борьбой, такой, как, например, во Вьетнаме, а также указывала на необоходимость активного участия в начавшейся радикализации молодёжи и студенчества, и использовать кризис в коммунистическом движении. Другие важные резолюции касались Африки, Западной Европы и углубления Китайско-советского раскола.
Этот конгресс признал обе симпатизирующие Объединённому секретариату группы в Великобритании — Революционную социалистическую лигу (РСЛ) Теда Гранта и Международную группу. Тогда же начались трения между группой Гранта и международным руководством. РСЛ выступала против некритичной поддержки Интернационалом антиколониального освободительного движения, а также считала антидемократичным решение об официальном признании второй группы. В 1965 году они вышли из Интернационала, положив начало тенденции «Militant». После этого Международная группа стала единственной официальной секцией в Великобритании.

### Девятый мировой конгресс: солидарность с Вьетнамом
В 1960-е годы Интернационал довольно успешно развивался на фоне других леворадикальных групп. Девятый мировой конгресс собрал около 100 делегатов и наблюдателей из 30 стран, включая от новых секций в Ирландии, Люксембурге и Швеции, а также восстановленных секций во Франции, Мексике, Испании и Швейцарии. На конгрессе была принята важная резолюция о росте молодёжной радикализации. В течение следующих лет секции Интернационала продолжали расти в основном за счет молодёжной радикализации и акциям против войны во Вьетнаме.
В период между 1969 и 1976 годами в Интернационале шла фракционная дискуссия о поддержке герилье в Латинской Америке и других регионах. Конгресс 1969 года выработал положительное решение по тактике герильи. Единственным из лидеров Интернационала, кто в то время выступил против, был китайский троцкист Пен Шужи.

### Десятый мировой конгресс: дискуссия о герилье
Созданная в 1973 году по инициативе руководства американской СРП Ленинистско-троцкистская тенденция выступала с позиции, что ориентировка на поддержку герильи, принятая на девятом мировом конгрессе, была ошибочной. При голосовании на десятом конгрессе по вопросу о вооружённой борьбе делегаты были разделены почти пополам: 45:55. В результате образовалось серьёзное меньшинство, выступающее против тактики герильи в Латинской Америке.
Конгресс 1974 года отметил дальнейший рост Четвёртого интернационала. Как писал Пьер Франк, «около 250 делегатов участвовали и представляли 48 секций и симпатизирующих организаций из 41 страны. Сравнивая с предыдущим конгрессом по численному составу Четвёртый интернационал вырос в несколько десятков раз».

Эрнест Мандель, Ян ван Керховен, Даниэль Бенсаид, Андре Анри на встрече Революционной лиги трудящихся по европейским выборам (Брюссель, 1979 год)

### 11-й мировой конгресс: «конгресс без фракций»
Годы, предшествующие 11-му мировому конгрессу, отражали окончание жаркой фракционной борьбы в Интернационале: с того времени не объявлялось о создании ни одной фракции. Резолюции по мировой ситуации, Латинской Америке, эмансипации женщин и Западной Европе были приняты подавляющим числом голосов. На мировом конгрессе было согласовано, что секции должны совершить поворот в сторону большего внимания к вопросам промышленного пролетариата. Конгресс, проводившийся в ноябре 1979 года, собрал около 200 делегатов из 48 стран. Был отмечен дальнейший рост Интернационала, прежде всего, в Испании, Мексике, Колумбии и во Франции. Конгресс открыл дискуссию о месте плюрализма в социалистической демократии, которая шла до 1985 года. Было начато сотрудничество с британской Рабочей социалистической лигой, преемник которой — Международная социалистическая группа — вошла в Интернационал в 1987 году.
Серьёзная дискуссия на конгрессе была посвящена никарагуанской революции 1979 года. Внутри Объединённого секретариата существовало два взгляда, но обе эти позиции сходились на поддержке Сандинистского фронта национального освобождения (СФНО) и создания внутри него секции Интернационала. Этот подход не был принят тенденцией Науэля Морено, которая откололась, чтобы вскоре объединиться с тенденцией Пьера Ламбера.

### 12-й мировой конгресс: Социалистическая рабочая партия отрицает «перманентную революцию»
В мае 1982 года Четвёртый интернационал открыл дискуссию перед 12-м мировым конгрессом. Период до начала работы конгресса совпал с кризисом в американской Социалистической рабочей партией. В 1982 году Политбюро СРП выступило против теории перманентной революции, ключевого элемента троцкизма. Политическое развитие СРП было главной темой дискуссии на конгрессе, во время которого руководство партии полностью отстранилось от участия в работе Интернационала. В частности, прекратило издание англоязычного журнала Четвёртого интернационала «Intercontinental Press», что побудило руководство Объединённого секретариата начать выпуск «International Marxist Review» («Международного марксистского обозрения») в 1982 и «International Viewpoint» в 1983 году. Интернационал поддерживало руководство Международного института исследований и образования (неофициальное название — «Институт Манделя»).
Более 200 делегатов и наблюдателей присутствовало на 12-м мировом конгрессе в январе 1985 года. Основные резолюции были приняты примерно 3/4 всех делегатов. Были признаны новые секции в Бразилии, Уругвае, Эквадоре, Сенегале и Исландии, а также несколько симпатизирующих организаций в пяти странах.
Американская СРП и её лидеры формально вышли из Интернационала в 1990 году. Перед этим, в 1986 году, из Интернационала вышла австралийская СРП, которая разрабатывала сходную критику троцкизма, но пришла к другим выводам на момент своего отделения.

### 13-й мировой конгресс: «новый мировой порядок»
13-й мировой конгресс, проходивший в феврале 1991 года, был наиболее сложным. Он отмечал систематические изменения в мировом балансе сил. Резолюции этого конгресса были посвящены европейской интеграции, феминизму и кризису латиноамериканских левых. Резолюции отмечали кардинальное изменение ситуации в антикапиталистической борьбе, поражения в Центральной Америке, контрреволюцию в странах Восточного блока и ослабление рабочего движения. Конгресс отверг контррезолюцию о международной ситуации, предложенную несколькими членами Международной социалистической группы (Великобритания) и Революционной коммунистической лиги (Франция). По их мнению, кризис империализма начинал ускоряться. Контррезолюция была поддержана шестью из 100 делегатов конгресса.
Конгресс решил продолжить дискуссии по резолюции «Экология и социалистическая революция», которая была предварительно одобрена до утверждения её на 14-м конгрессе. Делегаты поддержали главную линию по программному манифесту, названному «Социализм или варварство накануне XXI века» и продолжили дискуссию по ней на встрече Исполкома Интернационала в январе 1992 года.
На конгрессе в Интернационал была принята Новая партия общественного равенства (НССП, Nava Sama Samaja Party) из Шри-Ланки.

### 14-й мировой конгресс: перегруппировка
Период после 1991 года был не очень благоприятен для всех революционных левых организаций. В июне 1995 года в Римини состоялся 14-й мировой конгресс, посвящённый окончательному развалу СССР и итогам «перестройки» для коммунистических партий и международного рабочего движения. На конгрессе присутствовали 150 делегатов из 34 стран, делегаты из девяти стран не смогли приехать. Большинство резолюций были приняты 70—80 % голосов от общего числа делегатов. В резолюциях говорилось о необходимости политической перегруппировки сил вследствие изменения роли социал-демократии. На конгрессе оформилась тенденция меньшинства, поддержавшая членов Международной социалистической группы и группы «Социалистическое действие» (США), выступивших против политики перегруппировки.
На конгрессе были приняты резолюции, посвящённые политике реорганизации левых, одновременно с поддержкой широких партий, таких, как например, Партия коммунистического возрождения в Италии, Африканская партия демократии и социализма в Сенегале, Партия трудящихся в Бразилии. На 14-м мировом конгрессе произошло символическое объединение с небольшой тенденцией Мишеля Пабло.

### 15-й мировой конгресс: трансформация
Конгресс проходил в Бельгии в феврале 2003 года, и был ознаменован переменами, начавшимися в Объединённом секретариате. Во многих странах секции Интернационала был реорганизованы, как тенденции в широких партиях. В это же время Четвёртый интернационал установил хорошие отношения с несколькими другими тенденциями. Резолюции конгресса обсуждались более чем 200 участниками, включая делегатов секций, симпатизирующих групп и постоянных наблюдателей из Аргентины, Австрии, Австралии, Бельгии, Бразилии, Британии, Германии, Гонконга, Греции, Дании, Индии, Ирландии, Испании, Италии, Канады (англоязычной Канады и Квебека), Ливана, Люксембурга, Мартиники, Марокко, Мексики, Нидерландов, Норвегии, Польши, Португалии, Пуэрто-Рико, Страны басков, США, Филиппин, Франции, Шри-Ланки, Швеции, Швейцарии, Уругвая, Эквадора и Японии.
15-й конгресс принял новый устав, который передавал полномочия Объединённого секретариата двум новым органам Четвёртого интернационала: Международному комитету, который собирается дважды в год, и Исполнительному бюро.

### 16-й мировой конгресс: экосоциализм
16-й конгресс состоялся в феврале 2010 года.
Подготовка конгресса велась с марта 2008 года. Были поставлены следующие ключевые вопросы:
- Двойная задача интернационала по развитию местных секций и расширению своей международной сети.
- Мировой кризис капиталистической экономики и его влияние на политическую ситуацию в мире.
- Изменения климата и экосоциализм. Экосоциалистическая переориентация интернационала.

Экологическая направленность была актуализирована Четвёртым интернационалом и ранее: так, один из его ведущих теоретиков Михаэль Леви, активно призывающий к защите окружающей среды, выступил соавтором «Экосоциалистического манифеста».
В работе конгресса приняли участие более 200 делегатов из четырёх десятков стран, включая представителей других организаций — Комитета за рабочий интернационал, «Рабочей борьбы» и Батасуны. Присутствовали делегаты от российского Социалистического движения «Вперёд», Рабочей партии Пакистана, воссоединённой секции в Японии и дружественной организации из Гонконга.

### 17-й мировой конгресс
Состоялся в 2018 году.

## Структура Четвёртого интернационала
Высшим органом Четвёртого интернационала является мировой конгресс, в работе которого принимают участие представители национальных секций, симпатизирующих организаций, а с 2003 года — также организаций, имеющих статус постоянного наблюдателя.
С 1963 по 2003 год структура Интернационала была следующей: Мировой конгресс избирает Международный исполнительный комитет, руководящий деятельностью Интернационала в период между мировыми конгрессами. Международный исполком избирал из своего состава Объединённый секретариат, выполнявший функции политического руководства. Мировой конгресс также избирал Контрольную комиссию.
На конгрессе 2003 года в устав Четвёртого интернационала были внесены изменения. Вместо Объединённого секретариата и Международного исполкома были учреждены Международный комитет (МК) и Исполнительное бюро (ИБ). МК является высшим политическим органом между мировыми конгрессами. МК выбирает ИБ, которое является исполнительным органом Интернационала, контролирует исполнение решений МК и отчётно перед ним. ИБ не может принимать политических решений. Официальными языками Четвёртого интернационала, на которых осуществляются публикации всех его решений, являются английский, испанский и французский.
Интернационал не придерживается принципа «одна страна — одна секция», поэтому в некоторых государствах существуют две секции — это Германия, Испания, Канада и Япония. Начиная с конгресса 2003 года Интернационал продолжает политику взаимодействия с различными течениями. Согласно уставу, принятому в 2003 году, вводится статус постоянного наблюдателя при Международном комитете. В 2004 году таким статусом обладали Международное социалистическое движении (Шотландия), группа «Демократическая социалистическая перспектива» (Австралия), Международная социалистическая организация (США).

## Критика Интернационала
Интернационал часто подвергался критике за оппортунизм другими троцкистскими группами. Одним из пунктов для критики — членство в правительстве с участием крупных буржуазных партий. Таким, например, было правительство во главе с Партией труда в Бразилии, которое включало в себя также Бразильскую республиканскую партию и Либеральную партию, а также коалиция 1964 года между Партией общественного равенства и Партией свободы (ПСШЛ) в Шри-Ланке.
В 1964 году руководство ЛССП прекратила многолетнюю оппозицию Партии свободы. Таким образом был завершен политический поворот, начатый в 1960 году, когда Шестой мировой конгресс Четвёртого интернационала осудил ЛССП за поддержку ПСШЛ. В 1964 году Интернационал также выступил против вхождения ЛССП в коалиционное правительство. На конференции в июне 1964 года в своем выступлении, адресованном Партии общественного равенства, Пьер Франк объяснил позицию Объединённого секретариата. Тогда Интернационал разорвал отношения с ЛССП. На конференции партии произошёл раскол, в результате которого из её рядов вышло около четверти её состава во главе с Бала Тампое, а также 14 членов Центрального комитета. Они образовали Партию общественного равенства (революционную), которая затем стала новой секцией Интернационала в Шри-Ланке.
В Бразилии Интернационал изначально высказывал сомнения по поводу участия лидера бразильской секции в правительстве Лулы. Позже говорилось, что «с самого начала у нас были разные позиции по …присутствию в правительстве, в Интернационале, а также в ваших рядах. Но так как „Социалистическая демократия“ приняла решение в пользу такого присутствия, не скрывая при этом собственных сомнений, мы относились с уважением к вашему решению и старались помогать, а не вставлять палки в колеса». Со временем Интернационал стал более критично относиться к роли своей секции в правительстве. Члены Четвёртого интернационала в Бразилии состоят сейчас в двух разных организациях: большинство в рядах фракции «Социалистическая демократия» внутри Партии трудящихся, а меньшинство — в качестве течения «Свобода и революция» внутри партии Партии социализма и свободы, которая настроено резко отрицательно к участию в буржуазном правительстве.

## Национальные организации, связанные с Четвёртым интернационалом

### Секции
- Австрия — организация «Социалистическая альтернатива» (Sozialistische Alternative)
- Алжир — Социалистическая партия трудящихся (Parti socialiste des travailleurs), участвующая в коалиции Силы демократической альтернативы
- Бельгия — Антикапиталистические левые (ранее Революционная коммунистическая лига / Социалистическая рабочая партия) (la Gauche anticapitaliste; Socialistische Arbeiders Partij/Ligue Communiste Révolutionnaire)
- Боливия — Революционная рабочая партия (Partido Obrero Revolucionario, POR — Combate)
- Бразилия — фракция «Социалистическая демократия» (Democracia Socialista) в Партии трудящихся; течение «Свобода и революция» (Liberdade e Revolução) в партии «Социализм и свобода», давшее начало четырём меньших течений (Insurgência, Subverta, Comuna и Movimento de Esquerda Socialista).
- Великобритания — организация «Социалистическое сопротивление» (Socialist Resistance), создавшая более широкое объединение «Антикапиталистическое сопротивление» (Anti-Capitalist Resistance)
- Гваделупа — Революционная социалистическая группа (Groupe Révolution Socialiste)
- Германия — Интернациональная социалистическая организация (Internationale Sozialistische Organisation), образовавшаяся в 2016 году при объединении двух предыдущих секций: Международные социалистические левые (Internationale Sozialistische Linke), действовавшая в партии «Левые», и Революционная социалистическая лига (Revolutionär Sozialistischer Bund)
- Гонконг — Группа «October Review» (Shih Yueh P’ing Lun)
- Греция — Организация коммунистов интернационалистов Греции — Спартак (Οργάνωση Κομμουνιστών Διεθνιστών Ελλάδας — Σπάρτακος), действует в Левом антикапиталистическом объединении за перемены (ΑΝΤ.ΑΡ.ΣΥ.Α., АНТАРСИЯ)
- Дания — Социалистическая рабочая партия (Socialistisk Arbejderparti), входит в Красно-зелёную коалицию
- Египет — Секция Четвёртого интернационала
- Индия — Революционная коммунистическая организация
- Испания — Ассоциация «Антикапиталисты» (Izquierda Anticapitalista), до 2020 года состоявшая в партии «Подемос»
- Италия — «Антикапиталистическая левая», созданная на базе Ассоциации «Bandiera Rossa» (Associazione Bandiera Rossa) в Ассоциации «Критическая левая»; сеть «Communia»
- Канада — фракция Четвёртого интернационала (Fourth International Caucus) в Новой социалистической группе; в Квебеке действует организация «Левые социалисты» (Gauche Socialiste), входящая в левую сепаратистскую партию «Солидарный Квебек» (Québec solidaire)
- Люксембург — Революционная социалистическая партия (Revolutionär Sozialistesch Partei/Parti Socilaiste Révolutionnaire), работает в объединении «Левые»
- Марокко — газета «Аль-Мунадил-а» («Боец», Al Mounadil-a)
- Мартиника — Революционная социалистическая группа (Groupe Révolution Socialiste)
- Мексика — Революционная партия трудящихся (Partido Revolucionario de los Trabajadores)
- Нидерланды — Социалистическая альтернативная политика (Socialistische Alternatieve Politiek), работает с Социалистической партией
- Норвегия — Международная лига Норвегии (Forbundet Internasjonalen i Norge), действует в Социалистической левой партии и до 2007 года — в Красном избирательном альянсе
- Пакистан — Партия труда Пакистана
- Парагвай — Секция Четвёртого интернационала
- Португалия — Ассоциация «Революционная социалистическая политика» (Associação Política Socialista Revolucionária), действует в рамках Левого блока
- Пуэрто-Рико — группа «Политическая образовательная мастерская» (Taller de Formación Política), действует в рамках Социалистического фронта
- Россия — Группа членов Четвёртого интернационала в Российском социалистическом движении (бывшее Социалистическое движение «Вперёд»)
- США — фракция Четвёртого интернационала в группе «Солидарность»
- Тунис — Революционная коммунистическая организация (Organisation Communiste Révolutionnaire)
- Турция — группа «Новый путь» (Yeni Yol), действовала в Партии свободы и солидарности, затем преобразованной в Левую партию, а в 2022 году вступила в Рабочую партию Турции
- Уругвай — Социалистическая рабочая партия (Partido Socialista de los Trabajadores)
- Филиппины — Революционная рабочая партия Минданао (Rebolusyonaryong Partido ng Manggagawa — Mindanao)
- Франция — члены Четвёртого интернационала в Новой антикапиталистической партии; на Корсике действует организация «Национальная левая» (A manca)
- Чили — Революционная социалистическая тенденция (Tendencia Socialista Revolucionario)
- Швеция — Социалистическая партия (Socialistiska Partiet), реорганизованная в группу «Социалистическая политика» (Socialistisk Politik), поддерживающую Левую партию
- Шри-Ланка — Новая партия общественного равенства (Nava Sama Samaja Party)
- Эквадор — Социалистическое демократическое течение (Corriente Democracia Socialista) в Движении многонационального единства «Пачакутик» — Новые люди
- ЮАР — журнал «Amandla!»
- Япония — две секции: Японская секция Четвёртого интернационала (Dayon Intânashonaru Nihon Shibu Saiken Jumbi Gurûpu, Dayon Intâ Saiken-ha) и Женская освободительная группа (Четвёртый интернационал) (Dayon Intâ Josei Kaihô Gurûpu, Dayon Intâ Jokai G)

### Симпатизирующие организации
- Австралия — организация «Социалистическая демократия»
- Ирландия — организация «Социалистическая демократия»
- Канада — организация «Социалистическое действие» (тесно связанная с Социалистической группой внутри Новой демократической партии), находится в «солидарных отношениях» с Четвёртым интернационалом
- Ливан — Революционная коммунистическая группа (Tajammu' al-Shuyu’i al-Thawri/Groupe Communiste Révolutionnaire)
- Маврикий — Партия «Борьба» («Лалит»)
- Малайзия — сторонники в Социалистической партии Малайзии
- Мексика — Революционная рабочая партия — Социалистическое объединение (Partido Revolucionario de los y las Trabajadores — Convergencia Socialista); Лига социалистического единства (Liga de Unidad Socialista), все три организации действуют в Социалистическом альянсе
- США — организация «Социалистическое действие», находится в отношениях «политической солидарности» с Четвёртым интернационалом
- Тунис — Рабочая левая лига, входит в «Народный фронт»
- Украина — Социалистическое объединение «Левая оппозиция», вошло в оргкомитет формирующейся партии «Социальное движение» («Соціальний рух»)
- Филиппины — Революционная рабочая партия Филиппин (Rebolusyonaryong Partido ng Manggagawa ng Pilipinas)
- Чили — Революционная социалистическая тенденция
- Швейцария — Социалистическая альтернатива/Солидарность (Sozialistische Alternative/Solidarität), принимает участие в работе Европейских антикапиталистических левых
- Южная Корея — группа «Власть рабочего класса» (No-dong-ja-euy Him)
- ЮАР — Рабочая организация за социалистическое действие
- Япония — Японская революционная коммунистическая лига (Nihon Kakumeiteki Kyôsanshugisha Dômei); Национальный комитет рабочих-интернационалистов (Kokusaishugi Rôdôsha Zenkoku Kyôgikai)

### Организации, имеющие статус постоянного наблюдателя при Четвёртом интернационале
- Австралия — Социалистическая альтернатива и Социалистический альянс (до 2010 года — входившая в неё организация «Демократическая социалистическая перспектива», ныне распущенная), запустившие партию «Викторианские социалисты»
- Аргентина — «Социалистическая демократия» (Democracia Socialista), ранее также партия Социалистическое движение трудящихся — Новые левые
- Бангладеш — Коммунистическая партия Бангладеш (марксистско-ленинская)
- Венесуэла — «Marea Socialista», течение, покинувшее Единую социалистическую партию Венесуэлы
- Греция — группа «Красные» («Коккино»), входила в Коалицию радикальных левых (ныне в «Народном единстве»)
- Индия — «Радикальные социалисты» (Radical Socialist)
- Индонезия — «Народная политика» (Politik Rakyat)
- США — Международная социалистическая организация
- Франция — «Антикапиталистические левые» и «Унитарные левые», при участии которых была создана партия «Вместе! — Движение за левую, экологическую и солидарную альтернативу» (Ensemble!), вошедшая в Левый фронт
- Хорватия — «Рабочая борьба» (Radnička borba), действовала в молодёжной организации Социалистической рабочей партии Хорватии
- Швейцария — «Движение за социализм» (Mouvement pour le socialisme) и партия «Солидарность» (solidaritéS), в которой оно действует; «Антикапиталистические левые» (Antikapitalistiche Linke/Gauche anticapitaliste/Simistra anticapitalista)
- Шотландия — Международное социалистическое движение, действовало в Шотландской социалистической партии